# Placidium rufescens
Placidium rufescens är en lavart som först beskrevs av Erik Acharius, och fick sitt nu gällande namn av Abramo Bartolommeo Massalongo. Placidium rufescens ingår i släktet Placidium, och familjen Verrucariaceae. Enligt den finländska rödlistan är arten nära hotad i Finland. Arten är reproducerande i Sverige. Artens livsmiljö är kalkstensklippor och kalkbrott, inklusive bar kalkjord.